# تلوار (مقاطعة دهغلان)
تلوار (بالفارسية: تلوار) هي قرية تقع في قسم حومة دهغلان الريفي (مقاطعة دهغلان) في إيران. يقدر عدد سكانها بـ 406 نسمة .